# Ralf Ehrenbrink
Ralf Ehrenbrink (* 29. August 1960 in Bielefeld) ist ein ehemaliger deutscher Vielseitigkeitsreiter, der 1988 Olympiasieger mit der Mannschaft wurde.

## Leben
Ehrenbrink siegte 1978 bei der deutschen Juniorenmeisterschaft und gewann bei der Junioreneuropameisterschaft mit der deutschen Equipe. 1981 siegte er bei der Deutschen Meisterschaft der jungen Reiter. 1983 belegte er hinter Claus Erhorn den zweiten Platz bei der Deutschen Meisterschaft. Ehrenbrink gewann nie die Deutsche Meisterschaft, belegte aber 1985, 1988 und 1995 erneut den zweiten Platz. 
1985 erhielt er mit der deutschen Mannschaft die Bronzemedaille bei der Europameisterschaft, zwei Jahre später belegte die Deutsche Equipe den zweiten Platz. Bei den Olympischen Spielen 1988 schied er auf Uncle Todd  vor dem abschließenden Springen aus. In der Mannschaftswertung erritten Matthias Baumann, Claus Erhorn, Thies Kaspareit und Ralf Ehrenbrink die Goldmedaille. Nach 1936 war dies der zweite Mannschaftssieg der deutschen Vielseitigkeits-Equipe bei Olympischen Spielen. 
An den Olympischen Spielen 1992 in Barcelona nahm Ehrenbrink auf Kildare teil und belegte den elften Platz in der Einzelwertung. In der Mannschaftswertung siegte Australien vor Neuseeland, zusammen mit Matthias Baumann, Herbert Blöcker und Cord Mysegaes gewann Ehrenbrink die Bronzemedaille. 
Dafür erhielten er und die deutsche Equipe am 23. Juni 1993 das Silberne Lorbeerblatt.
Ebenfalls Bronze gewann die deutsche Equipe bei der Weltmeisterschaft 1994 in Den Haag, außer Ehrenbrink mit Kildare gehörten Cord Mysegaes, Bettina Overesch und Peter Thomsen zu dieser Mannschaft. Nach dem vierten Platz bei der Europameisterschaft 1995 belegte Ehrenbrink mit der deutschen Equipe bei den Olympischen Spielen 1996 den neunten Platz in der Mannschaftswertung.
Ehrenbrink begann seine Karriere beim Reiterverein Warendorf und absolvierte eine Ausbildung zum Pferdewirtschaftsmeister. Nach den Olympischen Spielen 1992 wechselte er zum Reit- und Fahrverein Krefeld.